# كيانيلو
كيانيلو، (بالإنجليزية: Caianello)‏، هي (بلدية) في مقاطعة كازيرتا في إقليم كامبانيا الإيطالي، وتقع على بعد حوالي 50 كيلومترًا (31 ميلًا) شمال غرب نابولي وحوالي 35 كيلومترًا (22 ميلًا) شمال غرب كازيرتا.

## السكان
في سنة 1861 بلغ عدد السكان 1٬043 نسمة، وتطور العدد ليصل في سنة 2011 لـ 1٬782 نسمة.
يظهر هذا المخطط البياني تطور النمو السكاني لـ كيانيلو